# Christian Gentner
Christian Gentner, né le 14 août 1985 à Nürtingen, est un footballeur allemand. Il évolue au poste de milieu de terrain au FC Lucerne.
Cet international allemand a remporté à deux reprises le championnat d'Allemagne de football avec deux équipes différentes, le VfB Stuttgart et le VfL Wolfsburg.

## Biographie
Formé au VfB Stuttgart, il fait ses débuts avec l'équipe de Regionalliga (3e division) lors de la saison 2004/2005 disputant 28 matches et marquant à 6 reprises. Lors de la même saison, il fait ses débuts professionnels en Bundesliga contre le Hertha Berlin le 20 février 2005 (1-0). Il marque son premier but dans un match de coupe en UEFA contre NK Domzale le 25 septembre 2005.
En 2006, Gentner prolonge son contrat avec le club jusqu'en 2010. Néanmoins, le 18 juillet 2007, après le titre de champion d'Allemagne de Stuttgart, il est prêté au VfL Wolfsburg jusqu'à l'été 2009, prêt qui se conclut le 11 août 2008 par un transfert définitif. C'est sous ces nouvelles couleurs qu'il remporte un nouveau titre de champion d'Allemagne. 
Après la fin de son contrat à Wolfsburg, Gentner retourne le 1er juillet 2010 au VfB Stuttgart.

## Palmarès
- Champion d'Allemagne en 2007 avec le VfB Stuttgart
- Champion d'Allemagne en 2009 avec le VfL Wolfsburg
- Champion d'Allemagne de D2 en 2017 avec le VfB Stuttgart